# Емілі (Міннесота)
Емілі (англ. Emily) — місто (англ. city) в США, в окрузі Кроу-Вінг штату Міннесота. Населення — 843 особи (2020).

## Географія
Емілі розташоване за координатами 46°46′8″ пн. ш. 93°58′49″ зх. д. / 46.76889° пн. ш. 93.98028° зх. д. (46.768949, -93.980393).  За даними Бюро перепису населення США в 2010 році місто мало площу 93,44 км², з яких 77,70 км² — суходіл та 15,75 км² — водойми.

## Демографія
Згідно з переписом 2010 року, у місті мешкало 813 осіб у 368 домогосподарствах у складі 237 родин. Густота населення становила 9 осіб/км².  Було 1055 помешкань (11/км²).
Расовий склад населення:
| - 97,4 % — білих - 0,2 % — корінних американців - 0,2 % — чорних або афроамериканців |

До двох чи більше рас належало 2,0 %. Частка іспаномовних становила 0,9 % від усіх жителів.
За віковим діапазоном населення розподілялося таким чином: 18,3 % — особи молодші 18 років, 51,6 % — особи у віці 18—64 років, 30,1 % — особи у віці 65 років та старші. Медіана віку мешканця становила 52,8 року. На 100 осіб жіночої статі у місті припадало 101,7 чоловіків;  на 100 жінок у віці від 18 років та старших — 100,6 чоловіків також старших 18 років.
Середній дохід на одне домашнє господарство  становив 55 734 долари США (медіана — 38 173), а середній дохід на одну сім'ю — 65 062 долари (медіана — 49 107). Медіана доходів становила 44 583 долари для чоловіків та 24 625 доларів для жінок. За межею бідності перебувало 5,2 % осіб, у тому числі 10,5 % дітей у віці до 18 років та 2,8 % осіб у віці 65 років та старших.
Цивільне працевлаштоване населення становило 305 осіб. Основні галузі зайнятості: роздрібна торгівля — 23,6 %, мистецтво, розваги та відпочинок — 15,4 %, освіта, охорона здоров'я та соціальна допомога — 12,5 %, будівництво — 11,1 %.